# Tammy Mahon
Tammy Mahon (* 4. November 1980 in Holland (Manitoba)) ist eine kanadische Volleyballspielerin.

## Karriere
Mahon gewann 2001 und 2002 die CIS-Meisterschaft mit dem Team der University of Manitoba. Seit 2002 gehörte die Außenangreiferin zur kanadischen Nationalmannschaft. 2010 wechselte sie aus Baku zum griechischen Erstligisten Panathinaikos Athen. Mit Panathinaikos gewann sie in der ersten Saison die griechische Meisterschaft. Im Dezember 2011 wurde sie vom deutschen Bundesligisten Envacom Volleys Sinsheim nachträglich verpflichtet.